# Port Mahon
Pour l’article ayant un titre homophone, voir Mao.
Port Mahon (historiquement, en français) ou Maó (officiellement, en catalan), parfois appelée Mahón (en espagnol) ou Mahon (en anglais), est une commune d'Espagne, capitale de l'île de Minorque dans la communauté autonome des Îles Baléares. La ville est située dans l'est de l'île. Avec près de 29 000 habitants, Maó en est la plus grande ville, ainsi que la capitale et le siège du conseil insulaire de Minorque.

## Toponymie
La ville tiendrait son nom de celui de Magon Barca, l'un des frères d'Hannibal, qui aurait fondée celle-ci (Portus Magonis), en 206 av. J.C.
Cette hypothèse est contestée par Joan Coromines.

## Histoire
Elle est nommée Mago par Pline l'Ancien (livre III), et aurait été fondée par les Carthaginois.
C'est l'un des ports les mieux situés stratégiquement en Méditerranée occidentale, contrôlant l'Ouest de cette mer. Il fut longtemps la cible de pirates, le plus souvent arabo-berbères et turco-ottomans qui y trouvaient des ressources à piller, de l'approvisionnement ou simplement un refuge.
L'île a également été occupée par le royaume d'Aragon après la Reconquista qu’au Xe siècle, puis intégrée parmi les autres îles Baléares dans un éphémère royaume hispano-génois ; la ville fut nommée sous le nom aragonais de Mayon ou Malhon selon les variantes dialectales et orthographiques des diverses armées occupantes. Après le quasi-abandon de l'île (elle-même était très pauvre et encore peu développée) et sa réoccupation par les Ottomans, puis son occupation britannique, l'essentiel des populations de l’île est plutôt catalane, y compris en provenance de Majorque.
La ville s'est développée grâce à son port. La plaine environnante concentrait l'essentiel des activités paysannes, fixant la majeure partie de la population de l'île. La concentration urbaine ne commencera qu'après la reconquête chrétienne et l'instauration de la hiérarchie nobiliaire et du féodalisme à partir du XIIIe siècle. La capitale de l'île se situait alors dans la ville fortifiée de Ciutadella de Menorca, capitale historique de l'île. Cette dernière s'avérait plus aisée à défendre contre les attaques régulières de pirates arabo-musulmans, venus notamment d'Algérie ou de Turquie prendre et piller facilement le port et dévaster la plaine. Le dispositif de tours de guet tout le long du littoral permettait d'alerter la population. Ces attaques constantes de pirates, turcs et arabes, puis de corsaires payés par la France pourchassant les navires anglais, avec selon les périodes et les alliances, des navires affrétés par les royaumes espagnols et italiens se battant entre eux pour la domination de la moitié ouest de la Méditerranée, ne prendront réellement fin qu'avec la domination anglaise dans cette région maritime. Le contrôle britannique de Gibraltar et de Malte ferme aux Ottomans cette partie occidentale, de même qu'à la France ou à l'Espagne.
L’île et l’essentiel des possessions anglaises en Méditerranée ne seront restituées que tardivement au royaume d'Espagne unifié. Ce dernier se compose de l'alliance des anciens royaumes d'Aragon, de Castille, de León, de Galice, des territoires espagnols repris aux anciens taïfas arabo-musulmans en Espagne et au Portugal, ainsi que les Royaumes de Sicile, Gênes et Pise et les alliances avec l'Autriche. Il était essentiel pour la puissante flotte anglaise de disposer d'un port stratégique permettant le ravitaillement en eau et vivres, ainsi que la défense de la route vers l'Égypte et vers les Indes britanniques : Minorque était idéalement placée, avec son port naturel d'accès facile pour couper ces routes aux navires, français, portugais ou espagnols, de même que pour priver les royaumes italiens et autrichien d'une route vers l'atlantique et vers les Amériques.
Les eaux au large du port furent ainsi le lieu d'une bataille navale entre Anglais et Français, en 1756, historiquement connue comme la bataille de Port-Mahon ou bataille de Minorque. Gagnée par la marine de Louis XV en marge de la guerre de Sept Ans, elle peut être considérée comme la première guerre mondiale effective recomposant fortement les empires européens et leurs alliances stratégiques. Elle a amorcé les processus menant aux indépendances en Amérique mais aussi l'extension des empires coloniaux en Afrique et en Asie. La victoire contre les Anglais, puis l'occupation française sera de courte durée, Minorque étant rendue aux Anglais (lors d'un échange contre Belle-Île-en-Mer). Ces derniers l'occuperont plus d'un siècle, profitant de ce port stratégique à l'époque où l'occupation française de l'Algérie met un terme à la piraterie en Méditerranée. Le contrôle des routes commerciales procureront à l'Angleterre un ascendant sur les puissances espagnole et française.
Préférée par les Britanniques à Ciutadella, Maó deviendra la capitale de l'île en 1722 durant leur occupation. Elle était alors connue sous le nom de Port Mahon (francisé temporairement en Port-Mahon lors de l'occupation française), marquant de la sorte l'importance de son port tant sur le plan commercial qu'administratif et judiciaire. Doté d'une puissante flotte de défense, outre les abris des pêcheurs et des navires de commerce, il assure ainsi le contrôle de l'ensemble du territoire insulaire.

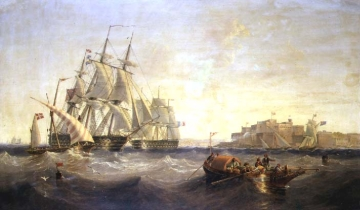
Le Trafalgar et le Charlemagne sortant du port vers 1850.

En 1830, Mahon sert de base arrière au corps expéditionnaire français, durant la phase initiale de conquête de l'Algérie : support, ravitaillement, hôpital militaire. Minorque se place parfaitement bien sur la route maritime entre Alger et Marseille.
Lors de la grande vague d'immigration des Minorquins vers l'Algérie française, entre 1830 et 1870, ceux-ci, nombreux, sont souvent et indistinctement désignés sur place de « Mahonnais », quelles que soient leurs villes d'origine. Ils vont former une large partie de la population de souche européenne, dite pied noir.
Le nom castillan de Mahón sera longtemps la dénomination officielle, avant la reconnaissance de la langue minorquine, dérivée du catalan, par l'Espagne par la loi d'autonomie des Baléares.

## Géographie

Localisation de l'île de Minorque dans les îles Baléares.
Localisation de Port-Mahon dans l'île de Minorque.

### Climat
| Mois                                  | jan.      | fév.      | mars      | avril     | mai       | juin      | jui.      | août      | sep.      | oct.      | nov.      | déc.      | année     |
| ------------------------------------- | --------- | --------- | --------- | --------- | --------- | --------- | --------- | --------- | --------- | --------- | --------- | --------- | --------- |
| Température minimale moyenne (°C)     | 7,5       | 7,4       | 8,6       | 10,6      | 13,9      | 17,8      | 20,8      | 21,5      | 18,9      | 16,1      | 11,6      | 9         | 13,6      |
| Température moyenne (°C)              | 10,8      | 10,8      | 12,3      | 14,3      | 17,8      | 21,8      | 24,9      | 25,4      | 22,6      | 19,4      | 14,9      | 12,1      | 17,2      |
| Température maximale moyenne (°C)     | 14,1      | 14,2      | 15,9      | 18        | 21,6      | 25,8      | 28,9      | 29,2      | 26,2      | 22,7      | 18,1      | 15,2      | 20,8      |
| Record de froid (°C) date du record   | −2,4 1985 | −1,1 2010 | −1 1971   | 1,6 1976  | 5,4 2019  | 10,2 1984 | 13,6 1978 | 13,6 2005 | 9,4 1984  | 5,2 1965  | 2 1978    | −1 1973   | −2,4 1985 |
| Record de chaleur (°C) date du record | 21,5 2021 | 21,6 1978 | 27,2 2001 | 27,7 2012 | 30,7 2006 | 34,4 1965 | 39,6 1983 | 37,8 2017 | 34,5 2016 | 31,3 2016 | 25,4 2013 | 21,6 2018 | 39,6 1983 |
| Nombre de jours avec gel              | 0,3       | 0,2       | 0         | 0         | 0         | 0         | 0         | 0         | 0         | 0         | 0         | 0         | 0,5       |
| Ensoleillement (h)                    | 144       | 146       | 202       | 222       | 270       | 311       | 347       | 312       | 225       | 183       | 142       | 130       | 2 632     |
| Précipitations (mm)                   | 52        | 54        | 38        | 45        | 37        | 14        | 3         | 20        | 61        | 78        | 88        | 61        | 546       |
| Nombre de jours avec précipitations   | 7,1       | 6,9       | 5,8       | 6         | 4,4       | 2         | 0,6       | 2         | 5,4       | 7,4       | 8,1       | 8,8       | 63,6      |
| Humidité relative (%)                 | 77        | 76        | 73        | 72        | 70        | 64        | 63        | 65        | 70        | 75        | 75        | 77        | 72        |
| Nombre de jours avec neige            | 0,2       | 0,4       | 0,1       | 0         | 0         | 0         | 0         | 0         | 0         | 0         | 0         | 0,1       | 0,9       |
| Nombre de jours d'orage               | 1,5       | 1,8       | 1,3       | 2         | 1,6       | 1,3       | 0,7       | 2,2       | 4,7       | 4,3       | 3,8       | 2,2       | 27,3      |
| Nombre de jours avec brouillard       | 2,1       | 2,2       | 3,6       | 2,4       | 2,5       | 1,2       | 0,7       | 0,4       | 0,2       | 1,1       | 0,9       | 1,1       | 19,2      |

| Diagramme climatique                                  |           |           |          |            |            |           |            |            |            |            |         |
| J                                                     | F         | M         | A        | M          | J          | J         | A          | S          | O          | N          | D       |
| 14,17,552                                             | 14,27,454 | 15,98,638 | 1810,645 | 21,613,937 | 25,817,814 | 28,920,83 | 29,221,520 | 26,218,961 | 22,716,178 | 18,111,688 | 15,2961 |
| Moyennes : • Temp. maxi et mini °C • Précipitation mm |           |           |          |            |            |           |            |            |            |            |         |

## Administration

### Maires
| Mandat    | Maire | Maire                 | Parti   |
| --------- | ----- | --------------------- | ------- |
| 1979-1983 |       | Ramón Homs Ginés      | UCD     |
| 1983-1993 |       | Borja Carreras-Moysi  | PSOE    |
| 1993-2008 |       | Arturo Bagur Mercadal | PSOE    |
| 2008-2011 |       | Vicenç Tur Martí      | PSOE    |
| 2011-2015 |       | Águeda Reynés         | PP      |
| 2015-2019 |       | Conxa Juanola Pons    | Ara Maó |

## Culture

### Arts et traditions
Plusieurs légendes attribuent la sauce mayonnaise (mahonesa en castillan ou mayonesa en aragonais), pourtant identifiée dès le Moyen Âge, à la ville de Mahon. Lors du siège de la ville, un boulet de canon aurait fracassé une table, sur laquelle était disposée de l'huile et des œufs, pour produire cette sauce. Plus solidement, le cuisinier du duc de Richelieu l'aurait rapportée en France, en 1756.
Dans certaines villes d'Algérie, Bougie (actuellement « Béjaïa ») notamment, la soubressade, saucisse rouge et relevée, était appelée « mahonnaise ».
Le 8 septembre chaque année ont lieu les Festes de Gràcia.

### Sport
La ville dispose de plusieurs installations sportives, parmi lesquelles le Stade Bintaufa.

## Personnalités
- Mathieu Orfila (1787-1853), médecin et chimiste.
- Nicolau Maria Rubió i Tudurí (1891-1981), architecte, paysagiste et écrivain.
- Gumersind Gomila (1905-1970), poète catalan
- Sergio Llull (1987-), joueur espagnol de basket-ball
- Margarita Huguet (1980-), cinéaste[7]

## Galerie de photos

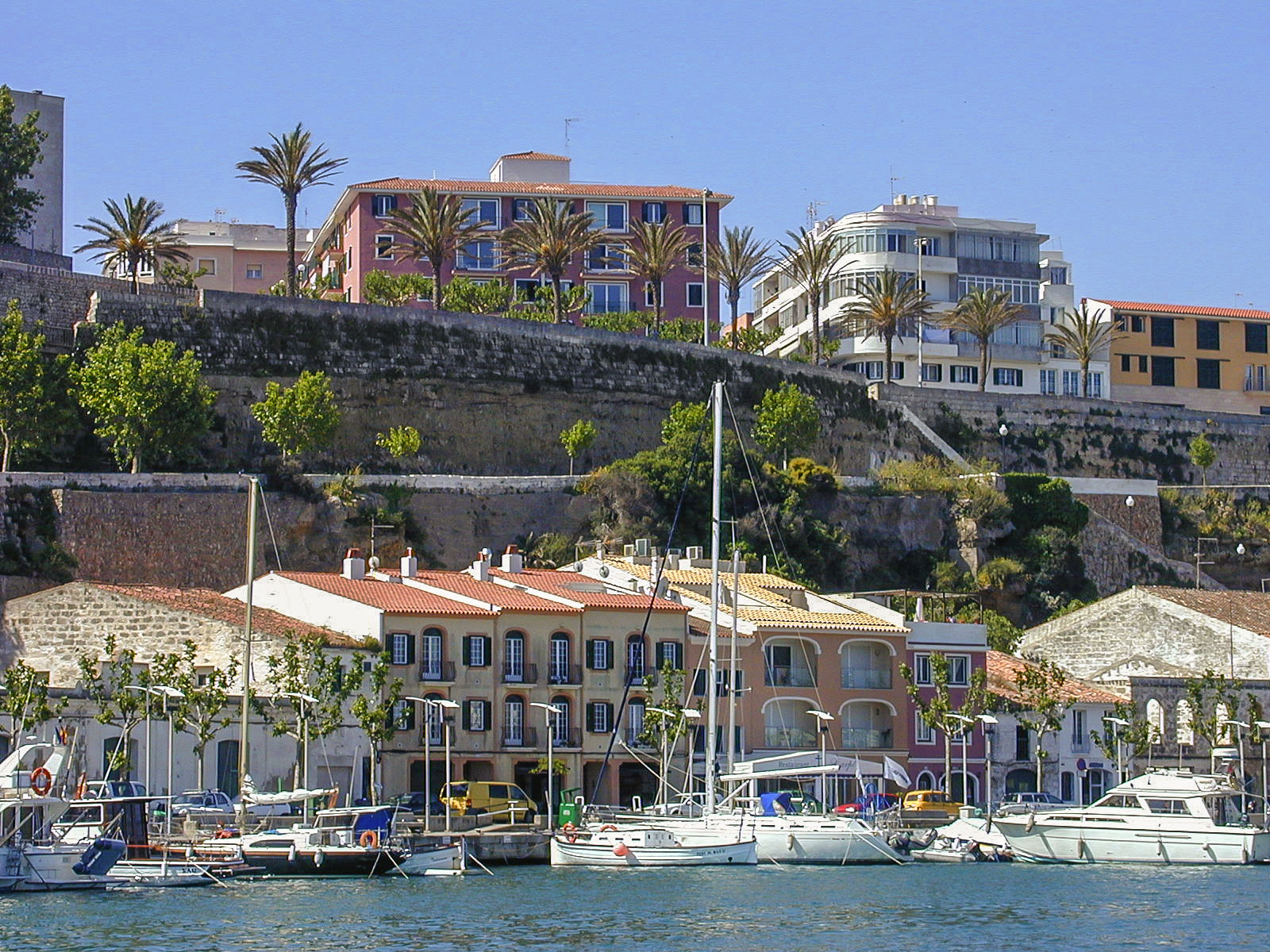
Port de Mahon aujourd'hui.
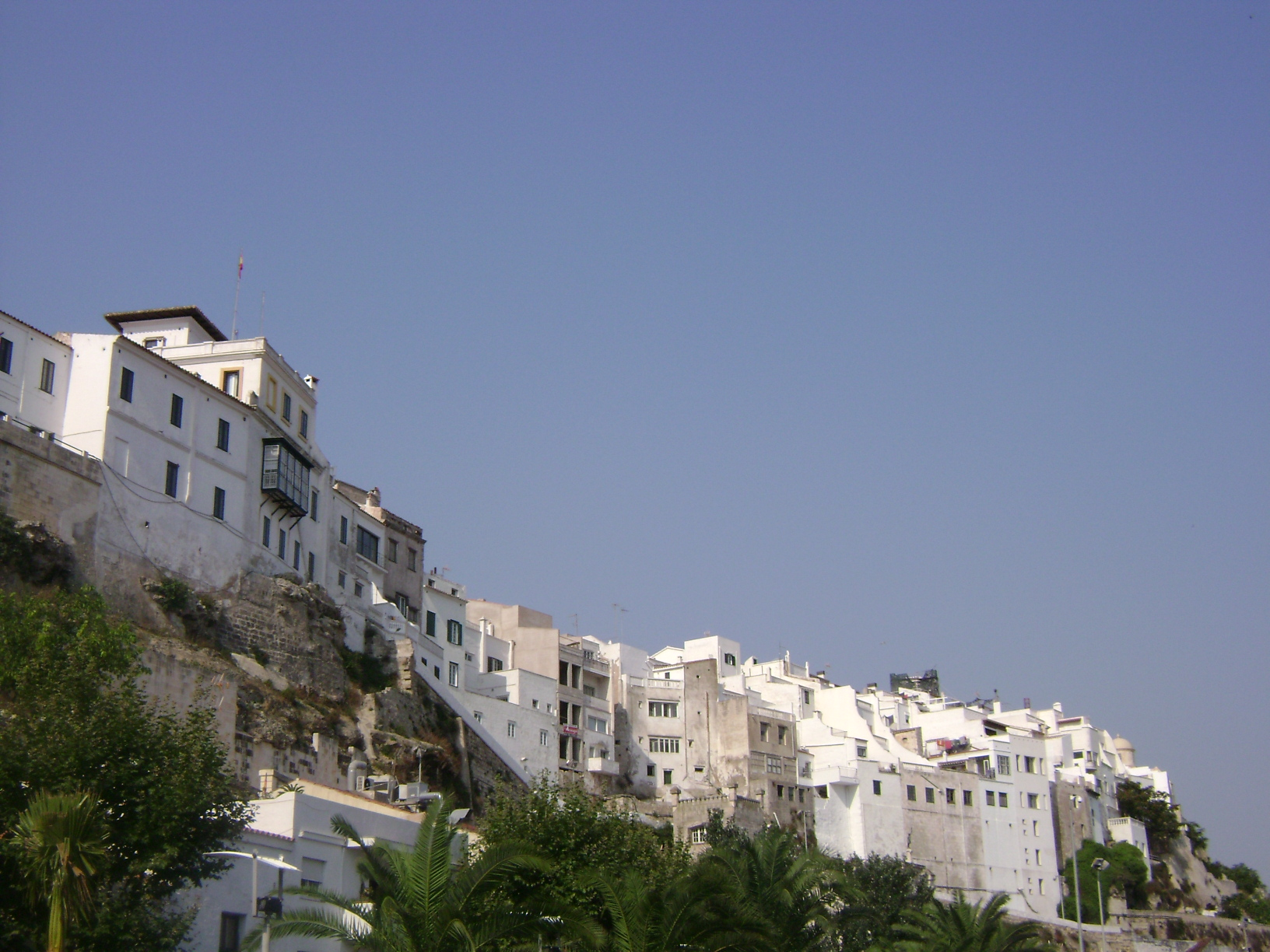
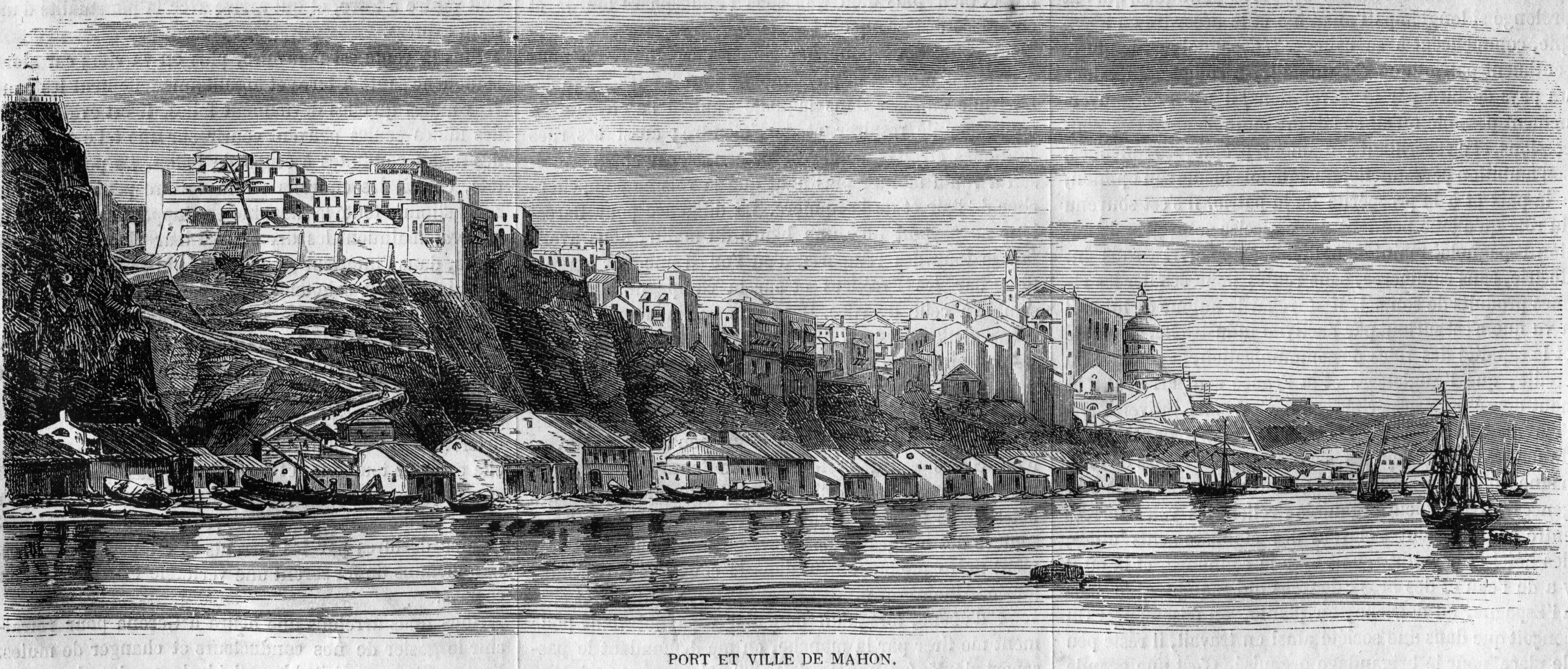
Port et ville de Mahon, L'Illustration, janvier 1862.